# Albert Detzel

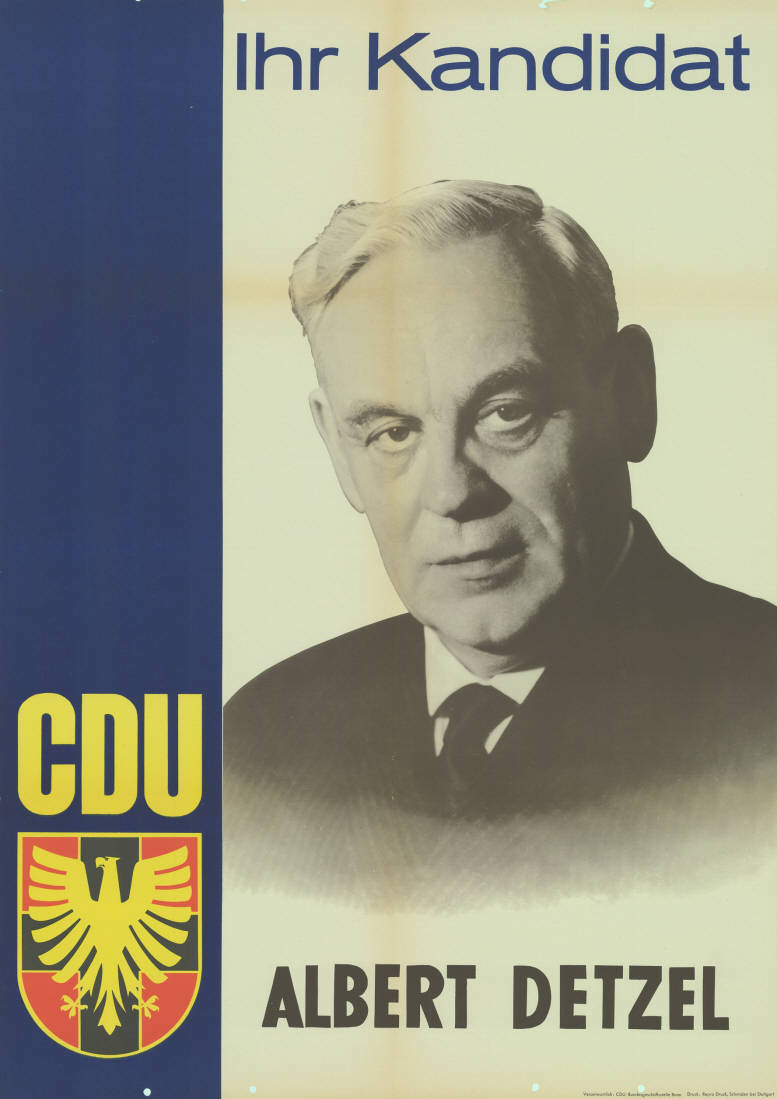
Albert Detzel auf einem Wahlplakat zur Landtagswahl in Rheinland-Pfalz 1963

Albert Detzel (* 13. November 1905 in Herxheim bei Landau/Pfalz; † 13. Februar 1969 ebenda) war ein deutscher Gewerkschafter und Politiker (CDU).

## Leben
Albert Detzel besuchte die Volksschule und war Arbeiter in der Zigarrenindustrie und machte dann eine kaufmännische Lehre. 1928 bis 1933 war er hauptamtlich beim Zentralverband Christlicher Tabakarbeiter tätig und dort zuletzt Bezirksleiter in Offenbach (Main). Nach der Machtergreifung der Nationalsozialisten konnte er seine Gewerkschaftsarbeit nicht fortsetzen. Er war 1933 bis 1947 Bürovorsteher einer Anwaltskanzlei. 1940 bis 1945 leistete er Kriegsdienst. 1947 bis 1950 war er freiberuflicher Rechtsbeistand und Steuerbevollmächtigter.

## Politik
Vor 1933 gehörte Detzel der Zentrumspartei an. Am 20. Juni 1937 beantragte er die Aufnahme in die NSDAP und wurde rückwirkend zum 1. Mai desselben Jahres aufgenommen (Mitgliedsnummer 4.930.374). Im Rahmen der Entnazifizierung wurde am 30. März 1946 eine Gehaltskürzung um 20 % und 4 Jahre Vorrückungssperre verhängt und der Spruch am 16. August 1946 auf Zurückstufung um zwei Stufen abgeändert.
1949 trat er der CDU bei und war 1950 bis 1968 hauptamtlicher Bürgermeister in Herxheim. 1952 wurde er Mitglied des Bezirkstags und des Bezirksausschusses der Pfalz und Mitglied des Kreis-, Bezirks- und Landesparteivorstands.
Dem Rheinland-Pfälzischen Landtag gehörte er vom 1. Juni 1955 bis zum 18. Mai 1959 (3. Wahlperiode) und vom 18. Mai 1963 bis zum 17. Mai 1967 (5. Wahlperiode) an. Im Landtag war er in der 3. Wahlperiode Mitglied im Haushalts- und Finanzausschuss und in der 5. Wahlperiode Mitglied im Sozialpolitischen Ausschuss und Weinbau- und Weinwirtschaftsausschuss.
Daneben war er Mitglied im Aufsichtsrat der Pfalzwerke AG Ludwigshafen. 1968 wurde er zum Ehrenbürger von Herxheim ernannt.